# Gomphidia abbotti
Gomphidia abbotti – gatunek ważki z rodziny gadziogłówkowatych (Gomphidae).